# Eric Adjetey Anang
Eric Adjetey Anang , né le 24 septembre 1985 à Teshie (Ghana), est un sculpteur ghanéen.

## Biographie
En 2001, Eric Adjetey Anang mène un projet éducatif introduisant les cercueils figuratifs avec le musée Gidan Makama de Kano au Nigeria et l'Alliance française de cette ville.
En 2005, après avoir terminé ses études secondaires, il reprend en main l'atelier Kane Kwei (5° 35′ 16″ N, 0° 05′ 59″ O), créé par son grand-père Seth Kane Kwei (1922-1992). En l'espace de quelques années, il devient l'un des artistes créateurs de cercueils de fantaisie les plus connus du Ghana[réf. nécessaire].
L'année 2009 peut être considérée comme celle où commence vraiment la carrière artistique internationale d'Eric Adjetey Anang. Ses œuvres sont les vedettes du clip promotionnel pour la boisson énergétique Aquarius sur le marché espagnol. Il participe au projet Boulevard Amandla à Anvers, en Belgique, et organise une résidence pour l'artiste enseignant Michael Desforest dans le cadre d'une collaboration avec l'Oregon College of Art and Craft de Portland (États-Unis).

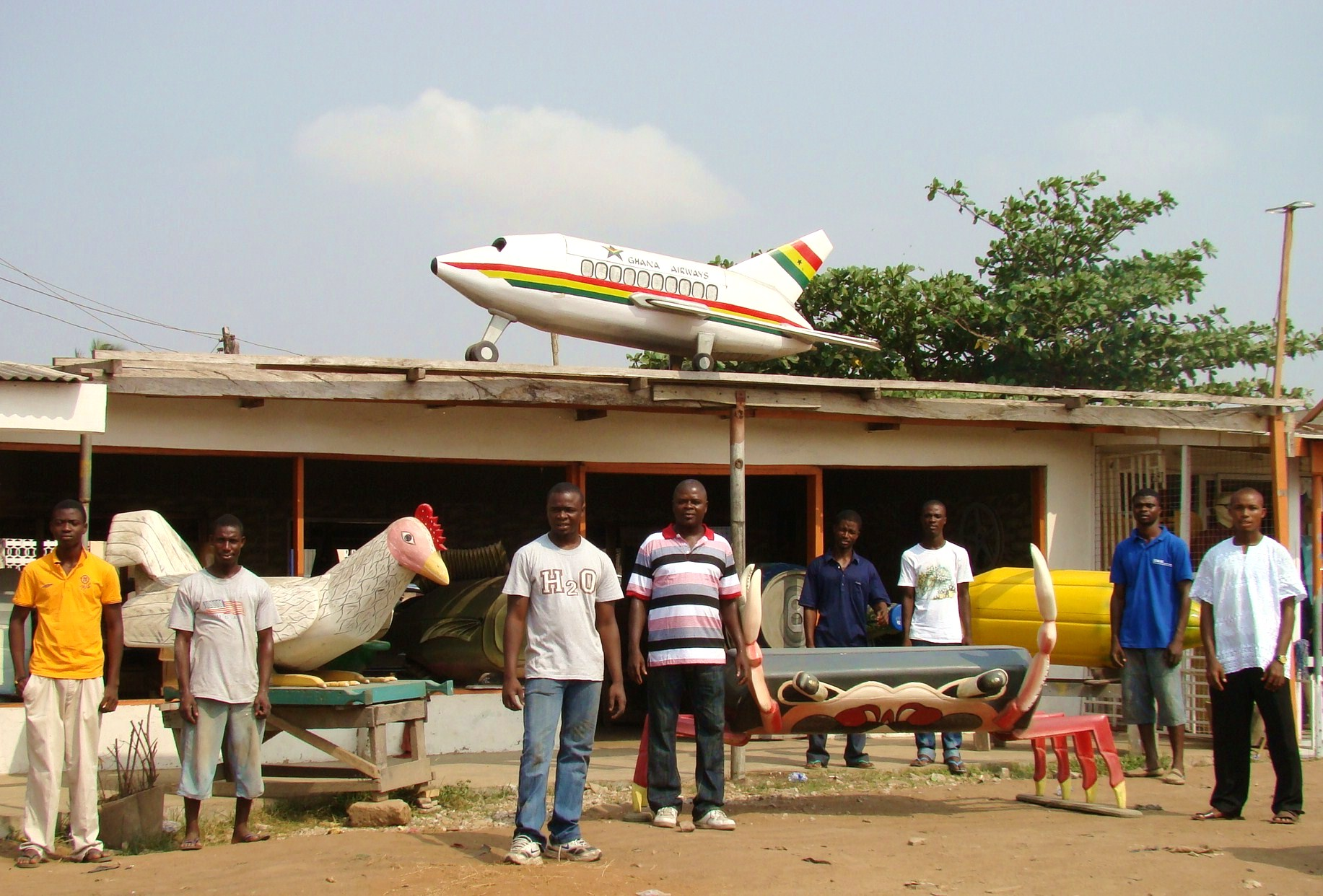
L' atelier Kane Kwei, mise en scène de Guy Hersant le 10 janvier 2010.

En janvier 2010, Eric Adjetey Anang participe au projet artistique Please do not move! à Teshie mené par le photographe français Guy Hersant. À la fin de la même année, il représente les designers du Ghana au Festival mondial des Arts nègres à Dakar.
Il est également impliqué dans un travail de recherche anthropologique sur le peuple Ga avec Roberta Bonetti et le département d'histoire de l'anthropologie de l'Université de Bologne, en Italie[réf. nécessaire].
À 24 ans, Eric Adjetey Anang est cité par Jean-Christophe Servant comme un « modèle pour la jeunesse urbaine africaine » dans un article du Monde Diplomatique. Sam Cambio lui a dédié le poème Ghana[réf. nécessaire].
Son travail est présent dans des collections publiques et privées en Europe, au Japon, aux États-Unis et au Canada. Il peut être assimilé au concept d'art éphémère tout en relevant du design industriel.
Eric Adjetey Anang est membre de la Foundation for Contemporary Art (Ghana) depuis 2007 et sociétaire de l'ADAGP depuis 2010.

## Expositions

### 2015
- (en) L'atelier est sélectionné comme l'un des deux lieux à découvrir en Afrique à l'occasion de l'Obscura Day 2015[réf. nécessaire].
- (da) L'association danoise Liv&Død (Copenhague) acquiert un cercueil de l'atelier pour sa collection permanente[réf. nécessaire].

### 2014
- alTURNatives, exposition collective au Center for Art in Wood, Philadelphie[9].
- Commande de vingt cercueils pour le nouveau musée de la mort de Moscou, par son propriétaire Alexandre Donskoï[réf. nécessaire].

### 2013
- Abebuu adekai, coffins like nowhere else, exposition à l'Alliance française d'Accra, premier solo show d'un designer de cercueils au Ghana[10].
- Occupy Utopia, vingt-quatre cercueils réalisés au Ghana pour le festival Images, et deux sur place au Danemark en collaboration avec l'artiste hip-hop Lars Pank[11].

### 2012
- Eric Adjetey Anang est invité par Klaus Guingand à représenter le Ghana pour le projet Art Warning the World[12]. Il crée une pièce originale pour ce projet impliquant 200 artistes issus de 200 pays ou communautés différents.
- Réalisation d'un cercueil personnalisé pour Rieko Saibara, Mangaka japonaise[réf. nécessaire].

### 2011
- Exposition des deux cercueils réalisés pour le Musée de l'Art Funéraire Mondial de Novossibirsk dans le cadre de l'exposition Necropolis à Moscou[13]
- Invité à créer un cercueil in situ à la Biennale de design de Gwangju (Corée du Sud)[14],[15]
- Installation d'un cercueil poisson au Musée royal de l'Ontario, à l'occasion de la Journée Mondiale des Musées[16]

### 2010
- Participation au projet artistique Teshie-Accra avec Guy Hersant[17]
- Commande d'une sculpture figurant une épicerie par le département archéologie de l'Université du Ghana à Legon pour le Pitt Rivers Museum, Oxford[réf. nécessaire].

### 2009
- Commande publique - un cercueil. Musée royal de l'Ontario, Toronto, Canada[réf. nécessaire].
- Commande de huit cercueils - Collectionneur privé. Los Angeles, États-Unis[réf. nécessaire].

### 2008
- Commande de deux cercueils. Collectionneur privé, Pays-Bas[réf. nécessaire].